# Pseudadbiloba africana
Genre
Espèce
Pseudadbiloba africana, unique représentant du genre Pseudadbiloba, est une espèce de collemboles de la famille des Neanuridae.

## Distribution
Cette espèce est endémique d'Angola.

## Publication originale
- Massoud, 1963 : Collemboles poduromorphes de l'Angola récoltés par A. de Barros Machado. Publicacoes Culturais da Companhia de Diamantes de Angola, no 63, p. 53-72.